# Bob Ross
Robert Norman Ross (n. 29 octombrie 1942, Daytona Beach, Florida, SUA – d. 4 iulie 1995, Orlando, Florida, SUA) a fost un pictor american, instructor de arte, și gazdă de televiziune. El a fost creatorul și gazdă a emisiunii Bucuria de a picta (engleză The Joy of Painting), un program de televiziune instructiv care a fost difuzat din 1983 până în 1994 pe PBS în Statele Unite, și, de asemenea, difuzate în Canada, America Latină și Europa. Cu o voce moale și o tunsoare afro, Ross a devenit, de la o personalitate de televiziune din anii 80 si 90, o celebritate pe Internet, cu fani pe YouTube si multe alte site-uri.

## Biografie

### Viața timpurie
Ross s-a născut în Daytona Beach, Florida, și a crescut în Orlando, Florida. El a avut un frate vitreg, Jim, pe care l-a menționat în treacăt în emisiunea lui. În timp ce lucra ca tâmplar cu tatăl său, Ross a pierdut o parte din degetul arătător stâng, dar acest lucru nu i-a afectat modul în care ținea paleta in timp ce picta.:22

### Viața personală
Ross a avut doi fii, Bob și Steven, cu prima lui soție, Lynda Brown. Steven, de asemenea, un pictor talentat, a aparut ocazional in Bucuria de a picta și a devenit un "instructor certificat de Ross. Ultimul episod din Sezonul 1 a fost sub forma unui forum întrebare-și-răspuns în care Steven a citit o serie generală de întrebări "cum-să" trimise de telespectatori în timpul sezonului, și Bob le-a răspuns pe rând la fiecare, tehnică cu tehnică, până când el a terminat o intreagă pictură.
Căsătoria dintre Ross și Brown s-a încheiat într-un divorț în 1981. Ross și a doua lui soție, Jane, a avut un fiu pe nume Morgan, care este, de asemenea, un bun pictor. În 1993, Jane a murit de cancer, și Ross nu s-a recăsătorit.

### Cariera militară
Ross s-a înrolat în forțele Aeriene a Statelor Unite la 18 ani și a servit ca un tehnician de dosare medicale.:15 
În cele din urmă a avansat la rangul de sergent major și a servit ca sergent al U.S. Air Force Clinic de la Eielson Air Force Base în Alaska, , unde a văzut pentru prima dată zăpadă și munți, care mai târziu au devenit teme recurente în operele lui de arta. El și-a dezvoltat rapid tehnica de pictură pentru a creea arta de vânzare în timpul pauzelor scurte de la lucru. Deținând poziții militare care-i cereau să fie, în propriile sale cuvinte, "dur" și "răutăcios", "tipul care te face să cureți latrina, tipul care te face să-ți faci patul, tipul care țipa la tine că ai intârziat la muncă", Ross a decis că, dacă va pleca din armată, nu va mai țipa niciodată.

## Cariera ca pictor
În timpul șederii în Alaska, Ross a lucrat part-time ca barman când a descoperit un show TV numit Magia Picturii în Ulei, găzduită de pictorul german Bill Alexander.:17–18 Ross a studiat cu Alexander și după aceea a descoperit că putea sa câștige mai mult din vânzarea de opere de artă decât dacă ar fi lucrat în Air Force. Ross s-a retras din forțele Aeriene după 20 de ani de serviciu, având gradul de Sergent major, și a devenit celebru în întreaga lume pentru crearea și găzduirea programului TV Bucuria de a picta.
Înainte de premiera show-ului, Ross a avut puțin succes în promovarea tehnicii sale de pictura. Marca sa: permanentul a apărut ca o măsură de reducere a costurilor, atunci când tunsorile obișnuite au devenit prea scumpe. Ross nu s-a simțit niciodată confortabil cu stilul, dar a devenit o caracteristică iconică a imaginii de marcă.:19
Emisiunea  a fost difuzată între 11 ianuarie 1983 și 17 mai 1994, dar reluările continua să apară în multe zone de difuzare și țări. În timpul fiecărui segment de jumătate de oră, Ross instruia spectatorii în pictură în ulei , folosind o tehnica de studiu-rapid din imaginație  care a folosit o paletă limitată de vopsele și a defalcat procesul în pași simpli. Criticul de artă Mira Schor l-a comparat cu Fred Rogers, gazdă a Mister Rogers' Neighborhood, menționând că vocea moale și ritmul lent al discursului său erau similare.
Ross a construit o afacere de 15 milioane de dolari din vânzarea liniei sale de rechizite și cărți, și prin comercializarea cursurilor de pictura predate de instructori instruiți în " metoda Bob Ross ". Toate veniturile sale, a spus el, sunt derivate din aceste surse; toate picturile sale, inclusiv a celor create în timpul emisiunilor sale, au fost donate stațiilor PBS.
De asemenea, Ross a filmat fauna sălbatică, veverițe, în special, de obicei în grădina lui, și el va adopta de multe ori veverițe și alte animale rănite sau abandonate . Animale mici au apărut de multe ori pe tablouri Bucuria de a picta.

### Tehnica
Bob Ross utiliza tehnica alla prima de pictură în ulei, care presupune adăugarea mai multor straturi succesive de vopsea fără a-l lăsa pe precedentul să se usuce.
În 2015, Bob Ross a fost inclus într-o reclamă pentru HGTV Sherwin-Williams vopsea, împreună cu Leonardo da Vinci, Andy Warhol, Michelangelo și Vincent van Gogh.